# تمزق العالم
تمزّق العالم: كيف غيرت حركة المرأة الحديثة أمريكا (How the Modern Women's Movement Changed America) طبع عام2000، والطبعة المنقحة 2006.
هو كتاب للمؤرِّخة المنتمية للحركة النَّسويَّة روث روزين يستعرض حركة حقوق المرأة في الولايات المتحدة خلال النصف الثاني من القرن العشرين. تناقش روزين الطريقة عرض بيها الإعلام الحركة النَّسويَّة ورد الفعل في المجتمع مع اكتساب المرأة للمزيد من النفوذ.